# Wojdaty (Wilno)
Wojdaty (lit. Vaidotai) – mikrorejon na Litwie, w okręgu wileńskim, część Wilna, w dzielnicy Ponary, nad Waką.

## Historia
Pierwsza wzmianka o miejscowości pochodzi z 1375. Należały m.in. do Radziwiłłów, Żymowskich Olizarów, Oskierków i Łęskich.
W Rzeczypospolitej Obojga Narodów leżały w województwie wileńskim, w powiecie wileńskim. Odpadły od Polski w wyniku III rozbioru.
W XIX i w początkach XX w. położone były w Rosji, w guberni wileńskiej, w powiecie wileńskim, w gminie Rudomino. Po I wojnie światowej pod administracją polską, w Zarządzie Cywilnym Ziem Wschodnich. W latach 1920–1922 w składzie Litwy Środkowej.
Od 11 kwietnia 1922 wieś leżąca w Polsce, w województwie wileńskim, w powiecie wileńsko-trockim, w gminie Rudomino. W 1931 miejscowość liczyła 618 mieszkańców, zamieszkałych w 116 budynkach.
Po II wojnie światowej w granicach Związku Sowieckiego. Od 1991 na niepodległej Litwie. W 1996 zostały włączone w granice Wilna. Wieś (dawny folwark) Wojdaty, położona na przeciwnym brzegu Waki, jest odrębną miejscowością.